# Zielona polityka
Zielona polityka (ekopolityka) – ideologia polityczna. Jest zestawem idei, wartości i poglądów będących podstawą budowania aktywnego i otwartego społeczeństwa obywatelskiego, rozwijającego się zgodnie z zasadą zrównoważonego rozwoju i promującego prawa człowieka (w tym prawa mniejszości). Największe na świecie zielone partie polityczne sięgają korzeniami początku lat 70. i wiążą się z ruchami antywojennymi czy antyjądrowymi.
Większość zwolenników „formacji głównego nurtu” uznaje tę ideologię za syntezę starszych światopoglądów: konserwatyzmu, liberalizmu i socjalizmu. Obecnie jednak coraz częściej mówi się o niej jako samodzielnej formacji.

## Zasady
Zielona polityka obejmuje trzy główne polityki: ekologiczną, społeczną i gospodarczą, stanowiące podstawę zrównoważonego rozwoju.
Zieloną politykę realizują partie Zielonych na całym świecie, opierając swoje działania na czterech filarach:
- sozologia odwołująca się do teoretycznych reguł ekologii, także „mądrość ekologiczna” albo „trwałość (sustainability) ekologiczna” – aktywna ochrona środowiska, w tym – promowanie alternatywnych źródeł energii, transportu kolejowego i hasła „tiry na tory” jako przeciwieństwa dla budowy autostrad, sprzeciw wobec elektrowni atomowych[a][1]; „zieloni”  krytykują nadmierny konsumpcjonizm jako jeden z powodów „kłopotów ekologicznych”. popierają walkę o prawa zwierząt,
- sprawiedliwość społeczna (także „społeczna równość i ekonomiczna sprawiedliwość”) – także w polityce podatkowej poprzez „zieloną reformę podatkową” – kary dla przedsiębiorstw zatruwających środowisko, wzrost opodatkowania zasobów nieodnawialnych, silne inwestycje w kapitał ludzki, zniesienie wszelkich podatków na towary produkowanie lokalnie, mierzenie dobrobytu społecznego nie wskaźnikiem PKB, ale Wskaźnikiem Jakości Życia,
- oddolna demokracja (partycypacyjna), polegająca na szukaniu konsensusu wewnątrz jak najbardziej zdecentralizowanych społeczności,
- działanie bez przemocy (non-violence). Spora część działaczy Zielonych bierze udział w ruchach antywojennych i alterglobalistycznych, oponując przeciwko wojnom, militaryzmowi i agresywnemu kapitalizmowi, który niszczy planetę i przyczynia się do wzrostu rozwarstwienia społecznego.

W 1984 Green Committees of Correspondence w Stanach Zjednoczonych rozbudowało cztery filary do dziesięciu kluczowych wartości, dodając następujące postulaty: 
- decentralizacja
- ekonomia wspólnotowa (community-based economics)
- wartości postpatriarchalne (feminizm)
- szacunek dla różnorodności
- globalna odpowiedzialność
- uwzględnienie przyszłości

W 2001 Karta Zielonych Globalnych określiła sześć głównych zasad:
- mądrość ekologiczna
- sprawiedliwość społeczna
- oddolna demokracja (partycypacyjna)
- działanie bez przemocy
- zrównoważony rozwój
- szacunek dla różnorodności

Hasłem zielonej polityki jest „Myśl globalnie, działaj lokalnie” (Think Globally, Act Locally).

## Najważniejsze poglądy
W kwestiach ekonomicznych Zielonych charakteryzuje skupianie się na biosferze i ludzkiej jakości życia. Większość nie ufa tradycyjnemu kapitalizmowi, mierzącemu postęp wielkością wzrostu gospodarczego, któremu przeciwstawiają Wskaźnik Jakości Życia. Takie zjawiska, jak konsumeryzm czy postęp technologiczny za wszelką cenę uznają za szare, przeciwstawiane zielonym poglądom, takim jak walka z subsydiowaniem przedsięwzięć uznawanych za „nieekologiczne”, np. energetyki jądrowej, i staraniom o zieloną reformę podatkową, kojarzoną z hasłem zanieczyszczający płaci. Będąc alterglobalistami, nie uznają oni obecnego modelu globalizacji. Zieloni chcą powstrzymać rządy od subwencjonowania przedsiębiorstw, które marnują zasoby, zanieczyszczają środowisko naturalne (przemysł samochodowy, rolnictwo). Promują ekologiczną reformę podatkową.
Zielona polityka bardzo wyraźnie podkreśla rolę demokracji oddolnej, w której pojedynczy człowiek ma jak najwięcej do powiedzenia w kwestiach bezpośrednio go dotyczących. W związku z tym propagują model demokracji opartej na bezpośrednich inicjatywach mieszkańców, konsensusie i współpracy, a także etyczną konsumpcję, polegającą na kupowaniu produktów powstałych bez wyzysku ludzi lub środowiska.
Ważnymi elementami działania politycznego Zielonych są także: antyfaszyzm i wszelkie inne działania, walczące z nacjonalizmem, ksenofobią i dyskryminacją, feminizm i walka o równouprawnienie mniejszości religijnych, seksualnych, etnicznych i innych, a także pacyfizm, walka o sprawiedliwy globalny handel, prawa zwierząt, sprzeciw wobec hodowli organizmów genetycznie modyfikowanych i dążenie do utrzymania różnorodności kulturowej, np. poprzez ochroną autochtonicznych społeczności, języków i tradycji (np. zobowiązanie irlandzkiej Partii Zielonych do zachowania języka irlandzkiego).
Istnieją dwa główne „skrzydła” zielonej polityki – jedno uważa, że „problemy ekologiczne” daje się rozwiązać poprzez wolny rynek i liberalną politykę gospodarczą (tzw. Blue Greens), większość jednak uważa, że jest to przede wszystkim rola rządów poszczególnych krajów, co łączy się z lewicowymi poglądami ekonomicznymi (tzw. Red Greens). W ramach tej ideologii znajduje się miejsce dla różnych mniejszych grup, takich jak ekosocjaliści czy ekoanarchiści.

## Inspiracje
Zielona polityka zakorzeniona jest w etyce Gandhiego, Spinozy i Uexkülla. Wywarli oni wpływ na zieloną politykę poprzez koncepcję „perspektywy siedmiu pokoleń” („seven generation sustainability”), które należy nieustannie uwzględniać przy podejmowaniu decyzji politycznych i moralnych. Już w starożytnym Rzymie i Chinach wyrażano obawy o wpływ ludzkiej działalności na przyrodę. Proekologiczne poglądy można także znaleźć u myślicieli oświeceniowych, jak np. Rousseau, Henry David Thoreau.
Zorganizowany ruch na rzecz ochrony środowiska zawiązał się pod koniec XIX w. w Europie jako reakcja na rewolucję przemysłową. Zielona polityka była początkowo ruchem zajmującym się konserwacją przyrody, np. amerykański Sierra Club założony w 1892. Partie ultraprawicowe i faszystowskie promowały „ekologię” w ramach wyrażania dumy z ojczyzny. Współczesne lewicowe partie Zielonych opierają się na terminologii z zakresu ekologii, ochrony środowiska, „ekologii głębokiej”, feminizmu, pacyfizmu, anarchizmu, czy ekosocjalizmu.

## Partie zielonych
Zielona partia czy partia ekologiczna jest partią polityczną, która działa zgodnie z zasadami zielonej polityki. Zieloni wierzą, że wprowadzanie ich postulatów w życie sprzyja zdrowiu ludzi, społeczeństw i ekosystemów. Każdą partię, frakcję czy polityka można określić jako „zielonych”, aby podkreślić ich proekologiczne nastawienie. Ponadto istnieje czasownik „zazieleniać”, czyli wprowadzać elementy zielonej polityki. Z kolei Partia Zielonych jest formalną organizacją postępującą zgodnie ze spójną ideologią, na którą składają się wspomniane cztery filary partii Zielonych.

## Geneza
Pierwsze zielone partie powstawały w latach 70. XX w. w związku ze wzrostem świadomości ekologicznej i nowymi ruchami społecznymi. Pierwszymi partiami politycznymi na świecie, które w przeważającej mierze skierowały się ku proekologicznym programom były tasmańska partia United Tasmania Group oraz nowozelandzka Values Party, kandydujące w wyborach powszechnych w 1972.

### Europa
Pierwszą zieloną partią w Europie była szwajcarska Popular Movement for the Environment założona w 1972 w kantonie Neuchâtel. Pierwszą narodową partią w Europie była PEOPLE, powstała w Wielkiej Brytanii w lutym 1973. Przekształciła się potem w Ecology Party, a następnie w Partię Zielonych Anglii i Walii.
Członkowie Partii Zielonych w Belgii w 1979 zdobyli miejsca w parlamencie, samorządzie lokalnym, „równowagę sił” w mieście Liège, jako pierwsi weszli w koalicję z partią rządzącą w tym samorządzie. Niemiecka partia Zieloni (znana później jako Związek 90/Zieloni) zasłynęła ze swojego sprzeciwu wobec energii jądrowej, wyrażając w ten sposób przywiązanie do antycentralistycznych i pacyfistycznych wartości, typowych dla Zielonych. Założona w 1980 partia występowała przez parę lat w roli koalicjanta w rządach krajów związkowych. Od 1998 do 2005 rządziła z Socjaldemokratyczną Partią Niemiec w ramach koalicji czerwono-zielonej. W 2001 osiągnęła porozumienie w kwestii odejścia od energii jądrowej w Niemczech, zgodziła się pozostać w koalicji i poparła rząd Gerharda Schrödera, jak również udział w wojnie w Afganistanie w 2001. Decyzja ta doprowadziła do konfliktu z Zielonymi innych państw, ale udowodniła gotowość partii do trudnych politycznych kompromisów.
Członkowie fińskiej Ligi Zielonych jako pierwsi spośród europejskich Zielonych objęli ministerialne teki. Inne Partie Zielonych, które tworzyły rządy w skali całego państwa to: belgijsko-flamandzka Zieloni!, belgijska Ecolo, francuska Les Verts. W Holandii Zielona Lewica (GroenLinks) powstała w 1990 z czterech małych lewicowych partii, stanowi stabilną frakcję w holenderskim parlamencie. W Irlandii Partia Zielonych reprezentowana przez sześciu posłów, od 14 czerwca 2007 wchodziła w skład koalicji rządowej. Ponadto podlegają im dwa ministerstwa oraz kompetencje podsekretarza stanu.
Po latach współpracy narodowe Partie Zielonych zawarły paneuropejski sojusz jednoczący prawie wszystkie europejskie Partie Zielonych. W Parlamencie Europejskim od 1999 są także w koalicji z Wolnym Sojuszem Europejskim, jak również z bezpaństwowymi nacjami jak Partią Walii walijskich nacjonalistów i Szkocką Partią Narodową. Współtworzą czwartą co do wielkości frakcję w Parlamencie Europejskim – Zieloni – Wolny Sojusz Europejski, która w kadencji 2009–2014 posiada 55 mandatów. Do grupy Zieloni/WSE należy także Christian Engström, szwedzki deputowany Partii Piratów.
O ile europejscy Zieloni stosują taką samą politykę w wielu aspektach, to dzieli ich jedna kwestia: Unia Europejska. Zieloni duńscy, szwajcarscy, irlandzcy i niemieccy są entuzjastyczni wobec idei Unii Europejskiej, podczas gdy Partia Zielonych ze Szwecji oraz Anglii i Walii to umiarkowani eurosceptycy. W Skandynawii partie lewicowe o zielonych ideałach założyły Sojusz Nordyckiej Zielonej Lewicy, jednak nie współpracują oni ani z Zielonymi Globalnymi, ani z europejskimi Zielonymi. Sformowali oni grupę parlamentarną z Europejską Partią Lewicy, zrzeszającą komunistów i postkomunistów.
Niektóre Partie Zielonych wchodzą w skład koalicji rządzących. Po raz pierwszy do rządu weszli w 1995 członkowie fińskiej Ligi Zielonych. Włoska Federacja Zielonych, Zieloni z Francji, Związek 90/Zieloni, obie belgijskie Partie Zielonych – francuskojęzyczna Ecolo i niderlandzkojęzyczna Agalev były w rządzie w późnych latach 90. Największy sukces odniosła w 2004 Łotewska Partia Zielonych, z której wywodził się premier. W listopadzie 2010 po raz pierwszy w historii partia Zielonych w Niemczech osiągnęła lepszy wynik od SPD.
W niektórych krajach Zielonym nie udało się dostać do parlamentu. Istnieją trzy przyczyny tego zjawiska. Dotyczy to państw z ordynacją większościową, jak Wielka Brytania. Szkocka Partia Zielonych odniosła sukces w zdecentralizowanym Zgromadzeniu Szkocji, a Partia Zielonych Irlandii Północnej w zdecentralizowanym Zgromadzeniu Irlandii Północnej, gdzie ordynacja większościowa nie obowiązuje. Jeżeli w kraju działają silniejsze partie o podobnym profilu, Partie Zielonych osiągają gorsze wyniki, jak np. w Norwegii i Danii. W państwach środkowo - wschodniej Europy, np. w Rumunii i Polsce, Partie Zielonych znajdują się na etapie tworzenia i nie zdobyły wystarczającego poparcia. Partia Zielonych Bułgarii należy do Koalicji na rzecz Bułgarii – nie ma reprezentacji parlamentarnej, ale wystawiła wiceministra w rządzie Sergeja Staniszewa.
Europejska Partia Zielonych stara się wesprzeć słabsze Partie Zielonych w Europie. Do tej pory pracowała na rzecz partii z krajów śródziemnomorskich, teraz Partie Zielonych w Hiszpanii, Grecji i na Cyprze odnoszą korzyści wyborcze lub organizują się, np. na Malcie. Teraz EPZ kieruje swoją uwagę ku Europie Wschodniej, gdzie sukces Partii Zielonych jest nierówny z uwagi na niski status materialny.
Partie Zielonych istnieją w większości krajów demokratycznych od Kanady po Peru, od Norwegii po RPA, od Irlandii po Mongolię. Reprezentanci i reprezentantki tych partii sprawują władzę na szczeblach narodowych, regionalnych i lokalnych w wielu krajach na całym świecie. Partie Zielonych formują się, by wygrać wybory, organizują się wokół okręgów administracyjnych czy politycznych. Nie odnosi się to jednak do wszystkich partii: Partia Zielonych na Alasce uznaje granice bioregionów (wyznaczonych przez naturalne formy przyrody) w celu sprawowania tzw. demokracji bioregionalnej. Informacje o wszystkich Partiach Zielonych można znaleźć na stronie www.globalgreens.info.

### Oceania
Partie Zielonych w Nowej Zelandii i w Australii mają przedstawicielstwo w rządach lokalnych i w parlamencie, odpowiednio: dziewięć miejsc po wyborach ogólnych w 2008 oraz miejsca w senacie i sześciu stanowych parlamentach.
Ordynacja proporcjonalna wzmocniła pozycję Zielonych w tych krajach i umożliwiła im bezpośrednie uczestnictwo w komitetach ustawodawczych. W państwach, które na wzór brytyjski wprowadziły ordynację większościową, Zieloni mają problem ze zdobyciem miejsc zarówno w parlamencie, jak i na szczeblu lokalnym. Australijska Partia Pracy dzięki systemowi głosowania zbiorczego pomogła wejść Zielonym do Parlamentu. Ostatni sondaż Newspoll pokazał, że poparcie dla Zielonych na szczeblu narodowym wzrosło do 13% (w czasie wyborów federalnych w 2007 uzyskali 7,8%).

### Ameryka Północna
Po wyborach w 2006 Zieloni w Meksyku wprowadzili do władzy 17 posłów i 4 senatorów. 
W wyborach federalnych w 2008 kanadyjscy Zieloni cieszyli się poparciem społeczeństwa na poziomie 6,8%. W wyniku wyborów do władz samorządowych miasta Stuart Mackinnon został wybrany do Vancouver Parks Board. Około 160 członków i członkiń Partii Zielonych USA sprawuje obieralne urzędy. Partia Zielonych wystawiła swoich kandydatów na odpowiednio prezydenta i wiceprezydenta w czterech turach wyborów prezydenckich: w 1996 i 2000 – Ralpha Nadera i Winonę LaDuke, w 2004 – Davida Cobba i Pat LaMarche, w 2008 Cynthię McKinney i Rosę Clemente.

### Kraje rozwijające się
Partie Zielonych w krajach rozwijających się powstają dzięki pomocy innych narodów. W 2002 najbardziej zauważalny był proces zakładania partii w Afryce.
Poza goszczeniem uczestników afgańskiej konferencji pokojowej, Partie Zielonych w krajach rozwijających się nie poczyniły konkretnych posunięć, by rozpropagować zielone wartości na drodze dyplomatycznej. Za jeden z obowiązków ruchu Zielonych uznaje się skupienie uwagi na wyborcach. Przywódczyni Partii Zielonych Kenii, Wangari Maathai, dostała w 2004 Pokojową Nagrodę Nobla, dzięki czemu polepszył się wizerunek Partii Zielonych w krajach Trzeciego Świata.
Na Bliskim Wschodzie powstało niewiele Partii Zielonych – m.in. w Pakistanie, Libanie i Arabii Saudyjskiej, wiele z nich działa jako organizacje podziemne.

### Sojusze zawierane przez partie Zielonych
Programy i sojusze różnią się w zależności od lokalnych warunków i problemów. Na równi z celem demokracji, sąsiadujące bioregiony mogą wymagać różnej polityki i ochrony. W danej jurysdykcji Partie Zielonych tworzą koalicje ekologów, lokalnych działaczy z zakresu ochrony środowiska, lokalnych (lub narodowych) lewicowych grup zajmujących się kwestiami pokoju i praw obywateli.
Koalicje czerwono-zielone to sojusze pomiędzy partiami Zielonych a socjaldemokratycznymi. Powstają one zazwyczaj przed wyborami (szczególnie, jeśli obowiązuje ordynacja większościowa) lub po nich, w celu sformowania rządu. Niektórzy Zieloni uznają za bardziej efektywne sojusze z konserwatywnymi grupami (koalicje niebiesko-zielona) lub mniejszościami narodowymi, którym zależy na zachowaniu zasobów naturalnych i powstrzymaniu negatywnych skutków tradycyjnego stylu życia. Co prawda, Zieloni wkładają wiele wysiłku, by promować tego rodzaju sojusze z grupami z różnych historycznych środowisk, ale zależy im także na tworzeniu społeczności poprzez wspieranie różnorodności w środowiskach o odmiennym społecznym i ekonomicznym profilu demograficznych m.in. w USA.
Sojusze często ujawniają strategiczne różnice pomiędzy działającymi w partii, wysuwając tym samym na pierwszy plan wartości ruchu Zielonych, np. Zieloni sprzymierzyli się z centroprawicowymi partiami, by wyprzeć meksykańską Partię Rewolucyjno-Instytucjonalną. Ralph Nader, kandydat na prezydenta z ramienia amerykańskiej Partii Zielonych w 2000 prowadził kampanię z ultrakonserwatywnym Patem Buchananem na rzecz wspólnych kwestii, takich jak gospodarstwa rolne czy zakaz finansowania kampanii wyborczych przez korporacje, choć ten sojusz ograniczał się raczej do pokazania, że istnieje silne wsparcie dla konkretnych kwestii spośród politycznego spektrum.
Partia Zielonych w Stanach Zjednoczonych znacznie zyskała na znaczeniu w 2001. Stabilne koalicje (takie jak w Niemczech) zawiera się z partiami lewicowymi z myślą o kwestiach społecznych, prawach szeregowych członków organizacji, np. nieodpowiedzialnych dotacji korporacji i etyki publicznej.

## Ruch Zielonych
Zielona polityka nie odnosi się jedynie do partii politycznych, lecz także do ruchów społecznych. Do francuskiego bloku Europa-Ekologia dołączyli, oprócz polityków: grupa ugrupowań regionalnych (w tym secesjonistycznych i nacjonalistycznych) pod nazwą Fédération Régions et Peuples Solidaires, alterglobaliści skupieni wokół José Bové, a także szereg niezależnych ekologów i działaczy politycznych (m.in. Eva Joly, Sandrine Bélier, francuski koordynator Greenpeace Yannick Jadot i inni).
Podobnie w Polsce, założycielkami i założycielami Zielonych 2004 są osoby wywodzące się z różnych środowisk, zwłaszcza organizacji pozarządowych: ekologicznych, feministycznych, a także działających na rzecz praw człowieka oraz równouprawnienia mniejszości światopoglądowych, seksualnych, narodowych i innych.